# Ménil-la-Tour
Ménil-la-Tour är en kommun i departementet Meurthe-et-Moselle i regionen Grand Est (tidigare regionen Lorraine) i nordöstra Frankrike. Kommunen ligger i kantonen Toul-Nord som tillhör arrondissementet Toul. År 2022 hade Ménil-la-Tour 342 invånare.

## Befolkningsutveckling
Antalet invånare i kommunen Ménil-la-Tour
| Referens: INSEE |